# Smyriodes pygaeroides
Smyriodes pygaeroides är en fjärilsart som beskrevs av Walker 1869. Smyriodes pygaeroides ingår i släktet Smyriodes och familjen mätare. Inga underarter finns listade i Catalogue of Life.